# Malvastrum amblyphyllum
Malvastrum amblyphyllum är en malvaväxtart som beskrevs av R. E. Fries. Malvastrum amblyphyllum ingår i släktet Malvastrum och familjen malvaväxter. Inga underarter finns listade i Catalogue of Life.